# Хасбулат (шамхал)
Хасбулат (неизвестно, Тарки, Тарковское шамхальство, Российская империя — 1759, Тарки, Тарковское шамхальство, Российская империя) — 6-й шамхал Тарковский с 1734 по 1759 года. Содействовал восстановлению государства.

## Биография
Происходил из династии шамхалов. Сын шамхала Адиль-Герея II. Дата рождения неизвестна. В 1726 году отец перед поездкой в русскую Крепость Святого Креста передал управление шамхальством Хасболату. Вскоре Адиль-Герея II был арестован и сослан на Кольский полуостров. Хасболат занял трон шамхала, но вскоре потерял свой титул и значительную часть государства, захваченную русскими войсками.
Находился под превосходством Российской империи до 1734 года, когда после первого дагестанского похода персидского владыки Надир-шаха было завоевано Казикумухское ханство, Хасболат признал превосходство Персии. Вместо этого получил титулы шамхала Тарковского и валия Дагестана. Способствовал освобождению пленных казикумухцев. В 1735 году Гянджинским договором между Россией и Персией лишился российской зависимости. Несмотря на недовольство знати, проводил политику поддержки Надир-шаха. Благодаря этому стал покровителем сельского сообщества Акуша-Дарго.
Хасбулат оставался верен персидскому шаху до 1741 года, когда тот потерпел поражение в Андалалской битве против коалиции дагестанских властителей. Шамхал решил переориентироваться на Османскую империю. При этом сохранял хорошие отношения с русским, получив в 1742 году её протекцию. В 1745 году признан шамхалом османским диваном.
В то же время в 1748 году обращался к российским пограничным руководителям за помощью. С 1749 года боролся за влияние в Дагестане с Мехти IV, ханом мехтулинским, и его отцом Ахмад-ханом II , также имевшим титул шамхала. В конце концов, добился сохранения шамхальского титула по своему роду. Умер в 1759 году. Его титул унаследовал двоюродный брат Мехти I.